# Зарубин, Леонид Кириллович

Леонид Кириллович Зарубин (26 июля 1927, Мариуполь, УССР, СССР — 19 октября 2001, Санкт-Петербург, Российская Федерация) — советский военачальник, вице-адмирал (17.02.1986). 
Командир Таллинской военно-морской базы Балтийского флота (1974—1979 и 1983—1987), военный советник командующего ВМФ Сирийской Арабской Республики — старший группы советников и специалистов ВМФ (1979—1983). Депутат Верховного Совета Эстонской ССР (1975—1981 и 1985—1990), член ЦК КП Эстонии (1986—1987), кандидат в члены Политбюро ЦК КП Эстонии (1986—1987). Делегат ХХV съезда КПСС (1976).

## Биография
Родился в Мариуполе.

### Начало военной карьеры
В 1946 году окончил Бакинское военно-морское подготовительное училище, а в 1950 году Тихоокеанское высшее военно-морское училище.
В 1950—1969 годах служил на кораблях Тихоокеансского флота в должностях от командира башни главного калибра эскадренного миноносца до начальника штаба бригады эскадренных миноносцев.
В 1950 году окончил Академические курсы офицерского состава при Военно-морской академии, после чего командовал бригадой эскадренных миноносцев Балтийского флота. На борту его корабля отмечал свой день рождения Президент Финляндии У.Кекконен.

### Командир Таллинской военно-морской базы
С 1973 года — начальник штаба Таллинской военно-морской базы Балтийского флота, а в 1974—1979 и 1983—1987 годах был командиром этой базы. В 1976 году был Делегатом ХХV съезда КПСС.
При нём Таллинская военно-морская база стала Краснознамённой.
Будучи командиром базы решал вопросы не только боевой деятельности ВМФ, но и растущие политические проблемы с властями Эстонии. Был Депутатом Верховного Совета Эстонской ССР (1975—1981 и 1985—1990), членом ЦК Коммунистической партии Эстонии (1986—1987), кандидатом в члены Политбюро ЦК Коммунистической партии Эстонии (1986—1987).

### Служба вСирии
Был военным советником командующего ВМФ Сирийской Арабской Республики и одновременно являлся старшим группы советников и специалистов ВМФ в Сирии (1979—1983). 
Участник боевых действий в июне 1982 года. Воин-интернационалист.

### После службы
Уволен в запас по болезни, в возрасте 60 лет 15 мая 1987 года.
Учредитель и первый председатель таллинского Клуба ветеранов флота (1994—2001).
С 1998 года проживал в Санкт-Петербурге.
Умер 19 октября 2001 года в возрасте 74 лет, похоронен на Серафимовском кладбище.

## Воинские звания[2]
- лейтенант (1950)
- старший лейтенант (1952)
- капитан-лейтенант (1954)
- капитан 3 ранга (1958)
- капитан 2 ранга (1962)
- капитан 1 ранга (1968)
- контр-адмирал (1975)
- вице-адмирал (1986)

## Награды
- Орден Красной Звезды (1968)
- Орден За службу Родине в Вооружённых Силах СССР 3 степени (1977)
- Орден Красной Звезды (1983)

- 14 медалей СССР
- 3 медали Сирии

## Семья
Жена (с 1953 года): Тамара Николаевна Зарубина (дев. фамилия Новикова) (1931—2007). Преподаватель истории. Окончила Исторический факультет Кишинёвского государственного университета.
Сыновья:
- Юрий Леонидович Зарубин (род. 1955, г. Владивосток). Окончил Рижский политехнический институт. Бизнесмен. Ныне проживает в Москве. Создатель алгоритма распознавания символов автомобильных номеров «Автоураган», а также одноименных комплексов фотовидеофиксации установленных на дорогах РФ и бывшего пространства СССР. Генеральный директор компании ООО «Технологии распознавания».
- Сергей Леонидович Зарубин (род. 1958, г. Советская Гавань). Окончил ВВМУ им. М. В. Фрунзе в Ленинграде в 1980 году. Капитан 1 ранга, командир атомного подводного многоцелевого крейсера (ПЛАРК) с крылатыми ракетами К-206 «Минский комсомолец» (проекта 949 «Гранит») (1991—1992). Ныне проживает в Санкт-Петербурге. Бизнесмен. Генеральный директор фирмы ООО «Альфа судовые средства».

## Память
Книги
- Артамонов Ю. С. Вице-адмирал Зарубин. — Таллин, 2018. — 96 с. ISBN 9-782203-390386
- Артамонов Ю. С. От Ревеля до Таллина под Андреевским флагом. 1714—1994. — 2017.

Биографические справочники
- Йолтуховский В. М., Сулима В. В. Личности Тихоокеанского флота. 1731—2013. — СПб.: 2014.
- Йолтуховский В. М. Знаменитые люди Тихоокеанского флота. —
- Доценко В. Д., Йолтуховский В. М., Щербаков В. Н. Знаменитые люди Санкт-Петербурга. Биографический словарь. Изд. третье, исп. и доп.- СПб.: Изд. Д.А.Р.К., 2004. — С. 254. ISBN 5-98004-006-4
- Йолтуховский В. М., Колесников Ю. Н., Сулима В. В. Адмиралы и генералы Военно-морского флота СССР. 1961—1975. — 2017.
- Йолтуховский В. М., Коваленко Н. Г., Ляшенко В. А., Сулима В. В. Адмиралы и генералы Военно-морского флота России. 1992—2016. — 2017.
- Борисов А. В., Егоров В. Г., Йолтуховский В. М., Сулима В. В. Личности Балтийского флота. 1703—2014. —
- Римашевский А. А., Йолтуховский В. М. Знаменитые люди Балтийского флота. — 2012.